# 鷹森淑乃
鷹森 淑乃（たかもり よしの、1963年11月23日 - ）は、日本の女性声優。アーツビジョン所属。

## 経歴
千葉県市川市で出生。2人姉妹の姉で、父は歯科医で歯科大学教授。3歳からピアノを習い始め、東京音楽大学付属高等学校を経て東京音楽大学ピアノ科へ進学。大学在学中にニッポン放送主催のアマチュア声優コンテストに応募して落選するも、それをきっかけに大学2年の1983年4月に勝田久の声優教室（現・勝田声優学院）に入所。2期卒業。同期には白石文子、1期先輩に伊藤美紀、岡本麻弥、南央美がいた。大学と声優教室に在籍中の1984年秋に『超力ロボ ガラット』のヒロイン、パティ・パンプキン役でデビュー。デビュー後に声優教室からアーツビジョンに所属した。
1985年には『炎のアルペンローゼ』で主人公のジュディを演じ、当初は子供役が多かったが1987年には24歳で初の大人の役となる『マンガ日本経済入門』の主人公松本佐和子を演じた。1988年に『超音戦士ボーグマン』のアニス・ファーム、1990年に『ふしぎの海のナディア』のナディアを演じる。

## 人物
趣味・特技はピアノ。
私生活では歯科医と結婚した。娘は声優の松井暁波。

## 出演
太字はメインキャラクター。

### テレビアニメ
1984年
- 超力ロボ ガラット（1984年 - 1985年、パティ・パンプキン）

1985年
- 昭和アホ草紙あかぬけ一番!（おカヨ）
- ダーティペア（サクラコ）
- ドラえもん（テレビ朝日版第1期）（1985年 - 2002年、女の子、クリス、マリの母親、カネ子）
- 炎のアルペンローゼ（ジュディ）

1986年
- あんみつ姫（あつあげのすけ）
- 宇宙船サジタリウス（アミンサ、マーラ、フローラ）
- 生徒諸君!（ソフトボール部員B）
- タッチ（日下）
- マシンロボ クロノスの大逆襲（ミン〈初代〉、サラ）
- めぞん一刻（神坂 他）

1987年
- 愛の若草物語（キャサリン）
- きまぐれオレンジ☆ロード（女の子、女子高生、女子生徒）
- グリム名作劇場（王女）
- シティーハンター（1987年 - 1989年、野上麗香） - 3シリーズ
- 北斗の拳2（天帝ルイ）
- マンガ日本経済入門（佐和子）

1988年
- 美味しんぼ（朝江、信子）
- それいけ!アンパンマン（1988年 - 1994年、こざるたちA〈初代〉、ゲンコツくん〈初代〉、うめたろう〈初代〉）
- 超音戦士ボーグマン（アニス・ファーム）
- つるピカハゲ丸くん（桜咲子先生）
- ホワッツマイケル（奥さん）
- 魔神英雄伝ワタル（サヨリ）
- ミスター味っ子（れい子）
- 夢見るトッポ・ジージョ（ネズミC）

1989年
- アイドル伝説えり子（1989年 - 1990年、靖子、フォルテシモ 他）
- 青いブリンク（ネリ）
- エスパー魔美（ヒロ子、亜紀）
- おぼっちゃまくん（女性）
- 昆虫物語 みなしごハッチ（ローリー）
- たいむとらぶるトンデケマン!（シルバー）
- ビックリマン（ダークヘラ / 王女ヘラ）
- 魔動王グランゾート（ティーンカアチャン、カリン）
- YAWARA!（1989年 - 1992年、本阿弥さやか、さえ子）
- レスラー軍団〈銀河編〉 聖戦士ロビンJr.（マリー）

1990年
- アイドル天使ようこそようこ（楠田、靖子）
- NG騎士ラムネ&40（シズーカ、ガラシャーン）
- ドラゴンクエスト（ユリカ）
- ふしぎの海のナディア（ナディア）
- まじかるハット（ドリーム）
- 魔法使いサリー（1989年版）（1990年 - 1991年、雪の女王、絵里花、みどり、さつき先生）

1991年
- 新世紀GPXサイバーフォーミュラ（マリア）
- チンプイ（エリD）

1992年
- みかん絵日記（藤原弥生）

1994年
- 美少女戦士セーラームーンS（遠野摩弥、ビリユイ）

1996年
- YAWARA! Special ずっと君のことが…。（さやか）

1998年
- フォーチュン・クエストL（仙女）
- ガサラキ（皇后）

1999年
- サイボーグクロちゃん（オーサム、デビルオーサム）
- 週刊ストーリーランド「時効成立」（レポーター）
- 名探偵コナン（1999年 - 2015年、峰岸百合子、香取あかね、吉瀬万由子、上林聖子）

2000年
- クレヨンしんちゃん（2000年 - 2021年、りさ〈エイシンカンパニーの部長〉、狭山茶子、姫宮、利野辺スルヨ 他）

2002年
- あたしンち（2002年 - 2009年、講師、森さん、カナの母）

2003年
- 鋼の錬金術師（2003年 - 2004年、エド・アルの母 / トリシャ、大統領秘書 / スロウス）
- FIRESTORM（ナギサ・キサラギ）
- まぶらほ（紅尉紫乃）

2004年
- 今日からマ王!（2004年 - 2008年、フリン） - 3シリーズ
- 忘却の旋律（ディスカウントうりぼう）
- ポケットモンスター アドバンスジェネレーション（エリモ）

2005年
- Canvas2 〜虹色のスケッチ〜（篠宮悠）
- JINKI:EXTEND（黄坂南）
- 創聖のアクエリオン（ティターニア）
- Paradise Kiss（小泉雪乃）
- 紺碧の艦隊（ナターシャ・バレンボイム）

2007年
- さぁイコー! たまごっち（2007年 - 2008年、とさかっち、ままめっち）
- DARKER THAN BLACK -黒の契約者-（アンニ）

2008年
- 魔法遣いに大切なこと 〜夏のソラ〜（鈴木聖子）
- Mnemosyne-ムネモシュネの娘たち-（島崎有紀〈前埜有紀〉）

2009年
- 鋼の錬金術師 FULLMETAL ALCHEMIST（トリシャ・エルリック）

2012年
- SKET DANCE（保臣藍）

2013年
- 進撃の巨人（2013年 - 2022年、カルラ・イェーガー） - 5シリーズ
- ポケットモンスター ベストウイッシュ シーズン2 デコロラアドベンチャー（トニーの母親）

2014年
- ばらかもん（半田えみ）

2015年
- 進撃!巨人中学校（カルラ）

2023年
- ニンジャラ（シスター長）

### 劇場アニメ
1986年
- タッチ2 さよならの贈り物（泉）
- プロジェクトA子（いね）

1989年
- ファイブスター物語（リィ・エックス・アトワイト）

1991年
- ドラえもん のび太のドラビアンナイト（女神）
- ふしぎの海のナディア 劇場用オリジナル版（ナディア）

1992年
- YAWARA! それゆけ腰ぬけキッズ!!（本阿弥さやか）
- ろくでなしBLUES（七瀬千秋）

1993年
- お星さまのレール（チコ〈千登勢〉）

1994年
- ライヤンツーリーのうた（友子）

1995年
- スラムダンク 吠えろバスケットマン魂!! 花道と流川の熱き夏（水沢茜）

2007年
- えいがでとーじょー! たまごっち ドキドキ! うちゅーのまいごっち!?（ままめっち）

2008年
- 映画! たまごっち うちゅーいちハッピーな物語!?（ままめっち）

2013年
- クレヨンしんちゃん バカうまっ!B級グルメサバイバル!!（寿司夫婦仮面〈妻〉）

### OVA
1985年
- ドリームハンター麗夢（榊ゆかり）

1986年
- 超時空ロマネスク SAMY MISSING・99（魔物達、子妖怪）
- ドリームハンター麗夢II 聖美神学園の妖夢（黒薔薇会女生徒達）

1987年
- 真魔神伝 バトルロイヤルハイスクール（じゅん子）
- 超獣機神ダンクーガ GOD BLESS DANCOUGA（リンダ・麻生）
- パンツの穴 まんぼでGANBO!
- プロジェクトA子2 大徳寺財閥の陰謀（いね）
- 笑う標的（志賀譲〈幼少〉、女子生徒A）

1988年
- 宇宙家族カールビンソン（せんせい）
- エースをねらえ!2（女子部員）
- トウキョウ・バイス（女性教授）
- New Story of Aura Battler DUNBINE（レムル・ジルフィード）
- プロジェクトA子3 シンデレラ・ラプソディ（いね）
- 妖精王（エリザベス）
- 竜世紀（璃子）
- レイナ剣狼伝説（サラ）
- バブルガムクライシス（シルヴィ）

1989年
- クレオパトラD.C.（マリアンヌ）
- プロジェクトA子 完結篇（いね）
- 鎧伝サムライトルーパー輝煌帝伝説（ナイラ）

1990年
- THE八犬伝（ぬい）
- サーキットの狼II モデナの剣（速水リエ）
- しあわせのかたち（ママ）
- 少年アシベ（アシベの母ちゃん）
- 白鳥麗子でございます!（安藤京子）
- 新カラテ地獄変（マリリン）
- トミカ未来緊急隊アースコマンダー（ミキ）
- 魔動王グランゾート 最後のマジカル大戦 後編（フィエナ）
- ライトニングトラップ レイナ&ライカ（ライカ・ストレンジ）

1991年
- 柔道部物語（原田ひろみ）
- 超人ロック 新世界戦隊（アゼリア）

1992年
- 鴉天狗カブト 黄金の目のケモノ（蘭姫）

1993年
- ぼくの地球を守って（槐）
- POPS（岩崎梢子）

1999年
- 紺碧の艦隊（ナターシャ・バレンボイム）

2003年
- サクラ大戦 エコール・ド・巴里（北大路花火）

2004年
- サクラ大戦 ル・ヌーヴォー・巴里（北大路花火）

2007年
- 今日からマ王! R（フリン・ギルビット）

### ゲーム
1992年
- エメラルドドラゴン（ファルナ）※FM TOWNS版
- YAWARA!（さやか）

1993年
- ヴェインドリームII（レイラ）※FM TOWNS版
- 電脳天使〜デジタルアンジュ〜（川崎真理）
- ふしぎの海のナディア（ナディア）※PCエンジン版

1994年
- YAWARA!2

1995年
- 空想科学世界ガリバーボーイ（1995年 - 1996年、日輪） - 2作品 / PCエンジン版・セガサターン版
- 北斗の拳（ルイ）

1998年
- 新世紀エヴァンゲリオン エヴァと愉快な仲間たち（ナディア）
- 超鋼戦紀キカイオー（ハルマ・フロックハート、イェール）

1999年
- スプリガン ルナヴァース（リティシア・ディル）

2000年
- アーマード・コア2（バレーナ社）
- 天使のプレゼント マール王国物語（エトワール、ランラン）

2001年
- サクラ大戦3 〜巴里は燃えているか〜（北大路花火）

2002年
- サクラ大戦4 〜恋せよ乙女〜（北大路花火）

2004年
- サクラ大戦物語 〜ミステリアス巴里〜（北大路花火）

2005年
- ふしぎの海のナディア〜Inherit the Bluewater〜（ナディア）

2008年
- ドラマチックダンジョン サクラ大戦 〜君あるがため〜（北大路花火）

2018年
- 進撃の巨人2（カルラ）
- スーパーロボット大戦X（ナディア・ラ・アルウォール）

2021年
- ファイアーエムブレム ヒーローズ（ディートバ）

### ドラマCD
- NEWドリームハンター麗夢 夢の騎士達（哀魅）

### 吹き替え

#### 映画
- SF/ボディ・スナッチャー
- ダイ・ハード（ルーシー・マクレーン）※機内上映版
- 007 消されたライセンス（デラ・チャーチル・ライター〈プリシラ・バーンズ〉）※VHS版
- ティーン・ウルフ（ティナ〈エリザベス・ゴーシー〉）
- トム・クルーズ/栄光の彼方に ※日本テレビ版（BD収録）
- ドラグネット 正義一直線（飼育員）※機内上映版
- ファンハウス/惨劇の館（エイミー・ハーパー）
- 慕情 ※日本テレビ新録版
- ポリスアカデミー4 市民パトロール（ローラ〈コリンヌ・ボーラー〉）※TBS版（BD&DVD収録）

### 舞台
- サクラ大戦武道館ライブ〜帝都・巴里・紐育〜 (2007年5月13日・日本武道館) [北大路花火]
- 田中公平 作家生活30周年記念コンサート (2009年11月1日・東京厚生年金会館)
- サクラ大戦巴里花組ライブ2009〜燃え上がれ自由の翼〜 ( 2009年12月26日 - 27日・青山劇場) [北大路花火]
- サクラ大戦巴里花組&紐育星組ライブ2010〜可憐な花々 煌く星々〜 (2010年12月10日 - 12日・青山劇場) [北大路花火]
- サクラ大戦武道館ライブ2〜帝都・巴里・紐育〜 (2011年10月7日・日本武道館) [北大路花火]
- サクラ大戦巴里花組ライブ2012〜レビュウ・モン・パリ〜 (2012年12月26日 - 29日・青山劇場) [北大路花火]
- サクラ大戦巴里花組ショウ2014〜ケセラセラ・パリ〜 (2014年2月13日 - 16日・天王洲 銀河劇場) [北大路花火]

### その他コンテンツ
- トイズ・ボックス '93年度代々木アニメーション学院東京校&ひがし校卒業制作（秋山瑞恵[22]）
- アニメイトカセットコレクション やったらこうなっちゃったナディア（ナディア）
- 海から来た少女マナ・島根県立三瓶自然館プラネタリウム作品（マナの声）

## ディスコグラフィ

### ミニアルバム
| 枚  | 発売日        | タイトル | 規格品番  | 最高位 |
| --- | ------------- | -------- | --------- | ------ |
| 1st | 1990年1月12日 | 恋しくて | TYDY-5121 |        |

### キャラクターソング
- 心の傘は
- 海よりも優しく
- 少年になれ

### シリーズ一覧
1. ↑  （無印）（2013年）、Season 2（2017年）、Season 3 Part 1（2018年）、Season 3 Part 2（2019年）、The Final Season Part 2（2022年）